# Feliz Navidad (álbum de Hector Lavoe)
Feliz Navidad es el quinto álbum de estudio como solista de Héctor Lavoe, con el aporte de Daniel Santos y Yomo Toro. Fue lanzado en 1979, bajo el sello de Fania Records, y Johnny Pacheco fue el director de grabación.

## Lista de canciones
1. "Monserrate" - 3:23
2. "Señor Brownie" - 4:23
3. "La Parranda Fanía" - 4:42
4. "Joven contra Viejo" - 4:13
5. "En la Navidad" - 3:21
6. "El Lechón de Cachete" - 3:43
7. "Una Peña en Navidad" - 2:54
8. "Dame un Chance" - 2:49

## Integrantes del álbum
- Héctor Lavoe - Voz, cforos
- Johnny Pacheco - Conga
- Milton Cardona - Conga
- Yomo Toro - Cuatro
- Prof. José Torres - Piano
- Sal Cuevas - Bajo
- Luis Mangual - Bongó
- Jimmy Delgado - Timbal
- Ray Maldonado - Trompeta
- José Febles - Trompeta
- José Rodríguez - Trombón
- Papo Vázquez - Trombón
- Milton Cardona - Coros
- Ramón Rodríguez - Coros

## enlaces externos
- «Héctor Lavoe, Yomo Toro, Daniel Santos, Hector, Yomo Y Daniel - Feliz Navidad Album Reviews, Songs & More» (en inglés). AllMusic. Consultado el 23 de marzo de 2023.

- Datos: Q30597393